# 卡斯卡貝爾 (米羅諾區)
卡斯卡貝爾（西班牙語：Cascabel），是巴拿馬的城鎮，位於該國西北部，由恩戈貝-布格雷特區的米羅諾區負責管轄，面積125.7平方公里，海拔高度764米，2010年人口1,225，人口密度每平方公里9.8人。